# Onthophagus bifidus
Onthophagus bifidus är en skalbaggsart som beskrevs av Louis Jérôme Reiche 1849. Onthophagus bifidus ingår i släktet Onthophagus och familjen bladhorningar. Inga underarter finns listade i Catalogue of Life.